# Olšina (přítok Vltavy)
Olšina je potok v Jihočeském kraji, který se vlévá jako levostranný přítok do řeky Vltavy, resp. do vodní nádrže Lipno. Je dlouhý dvanáct kilometrů, plocha jeho povodí měří 86,5 km² a průměrný průtok dosahuje 0,89 m³/s.

## Průběh toku
Potok pramení v nadmořské výšce 990 metrů přibližně dva kilometry jihozápadně od šumavské hory Chlum ve vojenském újezdu Boletice. Celý tok se nachází na území chráněné krajinné oblasti Šumava. Směřuje směrem k jihu a u vsi Olšina napájí stejnojmenný rybník s rozlohou 112 hektarů. Několik set metrů toku před ústím do rybníka protéká národní přírodní památkou Olšina. Poté protéká samotnou vsí a přibližně o 1,5 kilometru jižněji se v nadmořské výšce 727 metrů vlévá do Lipna. V místech, kde stávala vesnice Račín, se do Olšiny zleva vlévá Květenský potok.